# Hapigia obliqua
Hapigia obliqua är en fjärilsart som beskrevs av Walker 1865. Hapigia obliqua ingår i släktet Hapigia och familjen tandspinnare. Inga underarter finns listade i Catalogue of Life.